# أومبرتو زانوتي بيانكو
أومبرتو زانوتي بيانكو (بالإيطالية:Umberto Zanotti Bianco) (22 يناير 1889 - 28 أغسطس 1963) مؤرخ، وناشط اجتماعي إيطالي، عمل سابقا رئيساً للصليب الأحمر الإيطالي.

## العمل
أسس بيانكو في عام 1920 جمعية اليونان العظيم، وفي عام 1955 شارك في تأسيس جمعية التراث الإيطالي، وهي جمعية غير هادفة للربح مع كلاً من بيتر بول ترومبيو، جورجيو باساني، ديسيديا باسوليني دالوندا، إيلينا كروس، لويجي ماجناني، وهوبير هوارد.

## وصلات خارجية
- الرابطة الوطنية لمصالح جنوب إيطاليا